# Rove, Vojnik
Rove je naselje v Občini Vojnik.

## Prebivalstvo
Etnična sestava (1991):
- Slovenci: 98 (100 %)